# Arebius fremontus
Arebius fremontus är en mångfotingart som beskrevs av Chamberlin 1943. Arebius fremontus ingår i släktet Arebius och familjen stenkrypare. Inga underarter finns listade i Catalogue of Life.